# Arc Iris
Arc Iris is een Amerikaanse indiefolkband uit Providence (Rhode Island).
De band werd in 2012 opgericht als eenmansproject van Jocie Adams, tot dan toe lid van The Low Anthem. Later werden meer muzikanten aan de band toegevoegd. Het titelloze debuutalbum verscheen in april 2014.

## Bandleden
- Jocie Adams
- Zach Tenorio Miller
- Ray Belli
- Max Johnson
- Robin Ryczek
- Mike Irwin
- Charlie Rose

## Discografie

### Albums
- Arc Iris (2014)
- Moon Saloon (2016)